# Buitinga mbomole
Buitinga mbomole är en spindelart som beskrevs av Huber 2003. Buitinga mbomole ingår i släktet Buitinga och familjen dallerspindlar. Inga underarter finns listade.